# Ontex (Savoia)
Ontex és un municipi francès situat al departament de la Savoia i a la regió d'Alvèrnia-Roine-Alps. L'any 2007 tenia 80 habitants.

## Demografia

### Població
El 2007 la població de fet d'Ontex era de 80 persones. Hi havia 32 famílies de les quals 8 eren unipersonals (4 homes vivint sols i 4 dones vivint soles), 8 parelles sense fills i 16 parelles amb fills.
La població ha evolucionat segons el següent gràfic:
Habitants censats

### Habitatges
El 2007 hi havia 54 habitatges, 33 eren l'habitatge principal de la família, 20 eren segones residències i 1 estava desocupat. 53 eren cases i 1 era un apartament. Dels 33 habitatges principals, 28 estaven ocupats pels seus propietaris i 5 estaven llogats i ocupats pels llogaters; 9 tenien tres cambres, 6 en tenien quatre i 18 en tenien cinc o més. 29 habitatges disposaven pel capbaix d'una plaça de pàrquing. A 9 habitatges hi havia un automòbil i a 22 n'hi havia dos o més.

### Piràmide de població
La piràmide de població per edats i sexe el 2009 era:
| Homes | Edats   | Dones |
| ----- | ------- | ----- |
| 0     | 95 o +  | 0     |
| 0     | 90 a 94 | 0     |
| 0     | 85 a 89 | 0     |
| 0     | 80 a 84 | 0     |
| 0     | 75 a 79 | 0     |
| 0     | 70 a 74 | 0     |
| 8     | 65 a 69 | 0     |
| 0     | 60 a 64 | 0     |
| 8     | 55 a 59 | 0     |
| 0     | 50 a 54 | 4     |
| 0     | 45 a 49 | 4     |
| 8     | 40 a 44 | 0     |
| 0     | 35 a 39 | 0     |
| 0     | 30 a 34 | 8     |
| 0     | 25 a 29 | 0     |
| 0     | 20 a 24 | 0     |
| 0     | 15 a 19 | 0     |
| 0     | 10 a 14 | 0     |
| 0     | 5 a 9   | 4     |
| 0     | 0 a 4   | 0     |

## Economia
El 2007 la població en edat de treballar era de 52 persones, 39 eren actives i 13 eren inactives. De les 39 persones actives 36 estaven ocupades (23 homes i 13 dones) i 3 estaven aturades (2 homes i 1 dona). De les 13 persones inactives 5 estaven jubilades, 3 estaven estudiant i 5 estaven classificades com a «altres inactius».
Activitats econòmiques
Dels 2  establiments que hi havia el 2007, 1 era d'una empresa de comerç i reparació d'automòbils i 1 d'una empresa immobiliària.
L'únic servei als particulars que hi havia el 2009 era un taller de reparació d'automòbils i de material agrícola.

## Poblacions més properes
El següent diagrama mostra les poblacions més properes.